# Polska Zjednoczona Partia Robotnicza
De Poolse Verenigde Arbeiderspartij (Pools: Polska Zjednoczona Partia Robotnicza, PZPR) was de regerende communistische partij in Polen. De partij kwam in 1948 tot stand na een fusie tussen de Poolse Arbeiderspartij (PPR) en de Poolse Socialistische Partij (PPS). De PZPR was vanaf die tijd, tot de zomer van 1989 de belangrijkste en machtigste partij. Andere partijen die naast de PZPR bestonden, waren opgenomen in het Democratisch Eenheidsfront.
Het partijcongres van de PZPR was de machtigste instantie van de partij. Het partijcongres koos een Centraal Comité. De dagelijkse leiding van de PZPR lag evenwel in handen van het Politbureau, een uitvoerend comité dat werd gekozen uit leden van het Centraal Comité. In het Politbureau zaten zowel stemhebbende leden als kandidaatsleden (dat wil zeggen niet-stemhebbende leden).
In 1956 vond een beperkte destalinisatie plaats en werd Bierut vervangen door Edward Ochab. Maar de onrust hield aan, en in oktober werd de in 1951 weggezuiverde Gomulka teruggehaald. Deze leider vertegenwoordigde aanvankelijk een meer liberaal communisme, maar in de loop van de jaren verstarde hij tot een fantasieloze bureaucraat.
In 1968 brak voor het eerst sinds de Tweede Wereldoorlog een antisemitische campagne uit, georganiseerd vanuit de partij. En masse verlieten de overlevenden van de Holocaust Polen om naar Israël te gaan.
Eind jaren 70 daalde de populariteit van de PZPR tot een dieptepunt. De populariteit van de belangrijkste oppositiegroep, Solidarność van Lech Wałęsa steeg echter. Generaal Wojciech Jaruzelski pleegde een staatsgreep en nam de macht in handen. De PZPR-leiding verbood in 1981 Solidarność.
In 1989 werd de monopoliepositie van de PZPR afgeschaft en in januari 1990 werd de PZPR opgeheven. Er kwamen verschillende partijen voor in de plaats, zoals de Sociaaldemocratie van de Republiek Polen, de Poolse Sociaaldemocratische Unie en de Unie van Poolse Communisten "Proletariaat". Tegenwoordig noemt de in 2002 opgerichte Communistische Partij van Polen zichzelf de opvolger van de Poolse Verenigde Arbeiderspartij.

## Structuur
De structuur van de PZPR vertoonde sterke overeenkomsten met die van de Communistische Partij van de Sovjet-Unie (CPSU). Formeel was het Congres van de partij het machtigste orgaan van de PZPR. Congressen vonden om de vijf jaar plaats. Het Congres koos het Centraal Comité om de partij te besturen tussen twee congressen in. Daarnaast moest het Centraal Comité de congresbesluiten implementeren. Het Centraal Comité koos als dagelijks bestuur van de partij het Politbureau en het Secretariaat, het hoogste administratieve orgaan. Daarnaast kende de partij (analoog aan de CPSU) een Partij Controle Commissie.
|  |  |              |              |              |              |              |              | Eerste Secretaris |  |                 |                 |                 |                 |                 |                 |  |  |
|  |  |              |              |              |              |              |              |                   |  |                 |                 |                 |                 |                 |                 |  |  |
|  |  |              |              |              |              |              |              | Politbureau       |  |                 |                 |                 |                 |                 |                 |  |  |
|  |  |              |              |              |              |              |              |                   |  |                 |                 |                 |                 |                 |                 |  |  |
|  |  | Secretariaat | Secretariaat | Secretariaat | Secretariaat | Secretariaat | Secretariaat |                   |  | Centraal Comité | Centraal Comité | Centraal Comité | Centraal Comité | Centraal Comité | Centraal Comité |  |  |
|  |  | Secretariaat | Secretariaat | Secretariaat | Secretariaat | Secretariaat | Secretariaat |                   |  | Centraal Comité | Centraal Comité | Centraal Comité | Centraal Comité | Centraal Comité | Centraal Comité |  |  |
|  |  |              |              |              |              |              |              |                   |  |                 |                 |                 |                 |                 |                 |  |  |
|  |  |              |              |              |              |              |              | Partijcongres     |  |                 |                 |                 |                 |                 |                 |  |  |

### Lijst van Eerste Secretarissen van de PZPR
De hoogste functie binnen de PZPR was die van Eerste Secretaris van het Centraal Comité, een functie de facto gelijkstond aan die van staatshoofd.
| #                        | Afbeelding | Naam                            | Functie                                                                  | Termijn |
| ------------------------ | ---------- | ------------------------------- | ------------------------------------------------------------------------ | --- |
| 1.                       |            | Bolesław Bierut (1892-1956)     | Secretaris-generaal Voorzitter van het Centraal Comité Eerste secretaris | 3 september 1948 - 12 maart 1956 als secretaris-generaal 3 september - 22 december 1948 als voorzitter 1948-1954 als eerste secretaris 1954-1956 |
| 2.                       |            | Edward Ochab (1906-1989)        | Eerste secretaris                                                        | 12 maart 1956 - 21 oktober 1956 |
| 3.                       |            | Władysław Gomułka (1905-1982)   | Eerste secretaris                                                        | 21 oktober 1956 - 20 december 1970 |
| 4.                       |            | Edward Gierek (1913-2001)       | Eerste secretaris                                                        | 20 december 1970 - 6 september 1980 |
| 5.                       |            | Stanisław Kania (1927-2020)     | Eerste secretaris                                                        | 6 september 1980 - 18 oktober 1981 |
| 6.                       |            | Wojciech Jaruzelski (1923-2014) | Eerste secretaris                                                        | 18 oktober 1981 - 29 juli 1989 |
| 7.                       |            | Mieczysław Rakowski (1926-2008) | Eerste secretaris                                                        | 29 juli 1989 - 29 januari 1990 |
| Bron: Worldstatesmen.org |            |                                 |                                                                          | |

## Verwijzingen
Partijcongres · Centraal Comité · Secretariaat · Politbureau · Eerste secretaris
Bolesław Bierut · Edward Ochab · Władysław Gomułka · Edward Gierek · Stanisław Kania · Wojciech Jaruzelski · Mieczysław Rakowski